# Eva De Roovere
Eva De Roovere (Lier, 14 juni 1978) is een Belgische singer-songwriter.

## Carrière

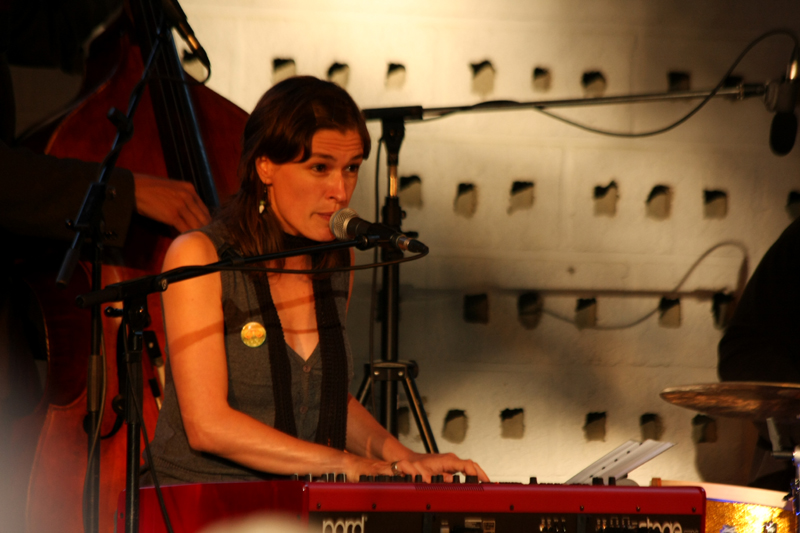
Eva De Roovere tijdens Zwoele Zomernachten in Park de Hoge Veluwe

### Beginjaren
Eva De Roovere studeerde aan de kleinkunstafdeling van Studio Herman Teirlinck en de Jazz Studio Tritonus in Antwerpen.
In 1998 sloot ze zich aan als zangeres bij de Belgische folkformatie Kadril, ter vervanging van Patrick Riguelle. De groep was zo tevreden met haar als nieuwe zangeres dat de eerstvolgende cd Eva (1999) werd gedoopt. In dezelfde periode deed ze ook aan cabaret. In 1999 won ze de juryprijs van het Leids Cabaret Festival met Eeef & Coo, een samenwerking met Colette Notenboom. Ze zong tevens bij de groep Oblomow, opgericht door Gerry De Mol. Deze laatste samenwerking leverde onder meer de radiohits Later en Op een hoopje op en de albums Kleine blote liedjes (2004) en Min en meer (2005).
Ze stond op het podium met onder anderen Boudewijn de Groot, Herman van Veen, Gabriel Yacoub en Luka Bloom.

### Solosuccessen
Na zes jaar Kadril verliet De Roovere de groep om zich ten volle te kunnen toeleggen op haar solocarrière. In het seizoen 2005-2006 toerde ze samen met Kris De Bruyne, Liesbeth List en Lucas Van den Eynde langs de theaters met de liedjescarrousel Kleinkunsteiland. Hierin grasduinden ze doorheen de geschiedenis van het betere Nederlandstalige lied, waarbij Eva onder andere Mia en Van God los bracht, en haar eigen Op een hoopje. Tijdens de voorstelling toonde De Roovere ook haar kunsten op de klarinet met een aantal solo's.
In 2006 bracht De Roovere haar eerste soloalbum De jager uit, waarop ook de singles Fantastig toch en Anoniem staan. De cd werd een groot succes in Vlaanderen en bekroond met een triple gouden plaat. Enkele maanden later, in het voorjaar van 2007, werd het album ook in Nederland opgemerkt nadat De Roovere in het voorprogramma van Ilse DeLange had opgetreden. Ze trad eveneens op in het 3FM radioprogramma Giel en het televisieprogramma Mooi! Weer De Leeuw. In 2008 verscheen haar tweede album Over & weer, die goed was voor platina.
Dankzij een rapversie van haar nummer Slaap lekker (Fantastig toch), gemaakt door Diggy Dex, verkreeg De Roovere in 2009 veel populariteit. De single werd een top 10-hit in de Nederlandse Top 40 en Mega Top 50 en bereikte in de Vlaamse Ultratop 50 de tweede plek.
Op 8 augustus 2009 won ze bij de Vlaamse Radio 2 Zomerhit de prijs voor het beste Nederlandstalige lied met Zoals in dat ene liedje.
Tijdens het festival Pukkelpop in 2010 zong De Roovere een duet met Snow Patrol: Set the fire to the third bar. Op Rock Werchter deed ze dit in 2012 nogmaals. In de herfst van 2010 ging ze op Country Ladies - A tribute-tournee langs de Vlaamse cultuurcentra met Roland Van Campenhout, Nathalie Delcroix en Tine Reymer als 'country ladies'.
Op 22 april 2011 verscheen haar derde cd, Mijn huis, waarop onder meer duetten staan met Ozark Henry (Antwerpen) en Thé Lau (Rechttoe en frontaal). Erik 'Spinvis' de Jong maakte de helft van de arrangementen.
Op 4 november 2013 volgde haar vierde album, met de titel Viert. Dit is een set van twee discs: de eerste bevat twaalf nieuwe nummers en de tweede bevat een aantal live-registraties, voornamelijk van nummers van haar voorgaande album Mijn huis. Deze nummers werden op vijf Vlaamse locaties opgenomen tijdens een eerdere tournee.

### Sinds 2016
Begin 2016 was De Roovere samen met onder andere Dana Winner, Belle Perez en Ian Thomas te zien in Liefde voor muziek, een televisieprogramma op VTM waarbij zeven artiesten een week lang in een villa in Mallorca verblijven en elkaars nummers coveren. In dezelfde periode verscheen haar eerste Engelstalige soloalbum Chanticleer, dat opgenomen werd in Los Angeles. Ook werd een verzamelalbum uitgebracht naar aanleiding van haar tienjarige solocarrière.
Voor de Maand van de Spiritualiteit schreef De Roovere in 2016 het essay Ik is perfect in opdracht van uitgeverij Lannoo met bespiegelingen over (de drang naar) perfectie.
In 2016 vierde Kadril hun 40ste verjaardag. Speciale gasten waren naast Eva De Roovere ook Mich en Raf Walschaerts, Patrick Riguelle en Gwen Cresens.
In 2017 heeft Eva De Roovere zich ingezet voor "Te Gek!?". Deze keer met de theatertournee "Nerveuze Vrouwen". Op het podium vier nerveuze vrouwen die stemmen horen in hun hoofd, denken in bochten en kronkels, zien wat wij niet zien.
In deze voorstelling toonden Ella Leyers, Tine Reymer, Eva De Roovere en Inge Paulussen met veel humor de herkenbare kant van een psychose.
De teksten werden geschreven door Gerda Dendooven en Hugo Matthysen. De regie was in handen van Els Dottermans. Traditiegetrouw zorgden Paul Poelmans samen met de De Laatste Showband voor de muzikale begeleiding.
In 2018 maakte ze een familiealbum met neef Wim Punk, de frontman van The Wolf Banes, onder de naam The Skinny Genes. Het album werd in april 2019 in de Arenbergschouwburg voorgesteld. The Skinny Genes' repertoire heeft veel invloeden uit de country en americana. De productie was in handen van Tom Kestens.
In 2019 keerde De Roovere met het album La loba terug naar de Nederlandstalige muziek. In februari 2022 kwam daar het album Hier en nu bij, dat ook Nederlandstalige liedjes bevat.

## Discografie

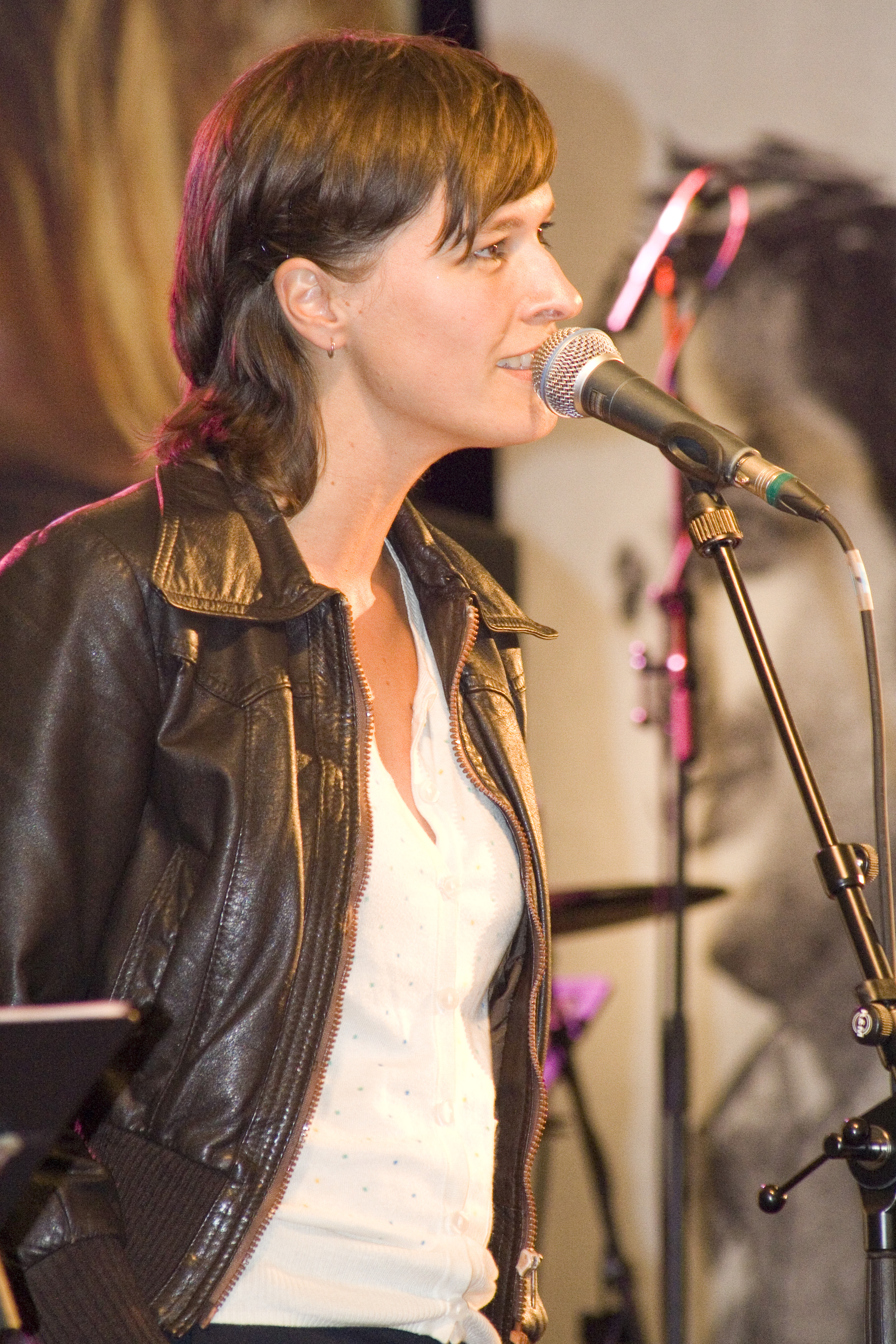
Eva De Roovere tijdens "Song City" in Zottegem

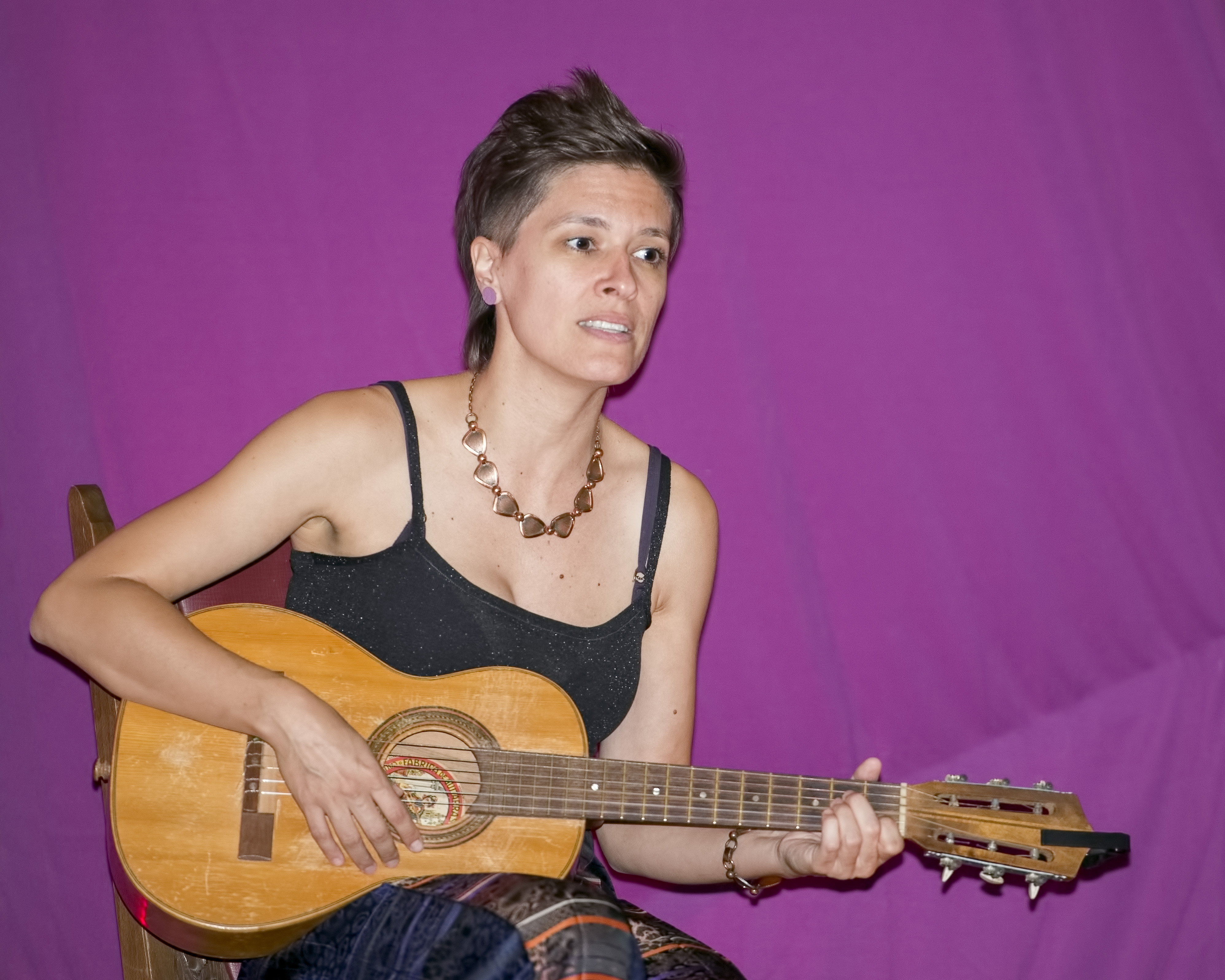
Eva de Roovere op Welenhoeck in 2018

### Albums
| Album met eventuele hitnotering(en) in de Nederlandse Album Top 100 | Datum van verschijnen | Datum van binnenkomst | Hoogste positie | Aantal weken | Opmerkingen |
| ------------------------------------------------------------------- | --------------------- | --------------------- | --------------- | ------------ | ----------- |
| De jager                                                            | 2006                  | 24-03-2007            | 33              | 16           |             |
| Over & weer                                                         | 2008                  | 03-05-2008            | 76              | 2            |             |
| Mijn huis                                                           | 2011                  | 30-04-2011            | 70              | 2            |             |

| Album met hitnotering(en) in de Vlaamse Ultratop 200 albums | Datum van verschijnen | Datum van binnenkomst | Hoogste positie | Aantal weken | Opmerkingen      |
| ----------------------------------------------------------- | --------------------- | --------------------- | --------------- | ------------ | ---------------- |
| Kleine blote liedjes                                        | 2004                  | 07-02-2004            | 16              | 19           | met Gerry De Mol |
| Min en meer                                                 | 2005                  | 08-10-2005            | 99              | 2            | met Gerry De Mol |
| De jager                                                    | 2006                  | 26-08-2006            | 6               | 58           | Goud             |
| Over & weer                                                 | 2008                  | 03-05-2008            | 8               | 34           | Goud             |
| Mijn huis                                                   | 2011                  | 30-04-2011            | 15              | 17           |                  |
| Viert                                                       | 2013                  | 16-11-2013            | 21              | 12           |                  |
| Chanticleer                                                 | 2016                  | 20-02-2016            | 17              | 13           |                  |
| Het beste uit 10 jaar                                       | 2016                  | 27-02-2016            | 34              | 14           | Verzamelalbum    |
| La loba                                                     | 2019                  | 15-06-2019            | 129             | 1            |                  |

### Singles
| Single met eventuele hitnotering(en) in de Nederlandse Top 40 | Datum van verschijnen | Datum van binnenkomst | Hoogste positie | Aantal weken | Opmerkingen                                |
| ------------------------------------------------------------- | --------------------- | --------------------- | --------------- | ------------ | ------------------------------------------ |
| Slaap lekker (Fantastig toch)                                 | 2009                  | 25-07-2009            | 8               | 15           | met Diggy Dex / Nr. 2 in de Single Top 100 |

| Single met hitnotering(en) in de Vlaamse Ultratop 50 | Datum van verschijnen | Datum van binnenkomst | Hoogste positie | Aantal weken | Opmerkingen                                        |
| ---------------------------------------------------- | --------------------- | --------------------- | --------------- | ------------ | -------------------------------------------------- |
| Laat me je lied zijn                                 | 2006                  | -                     |                 |              | Nr. 12 in de Radio 2 Top 30                        |
| Orpheus                                              | 2008                  | -                     |                 |              | Nr. 7 in de Radio 2 Top 30                         |
| Slaap lekker (Fantastig toch)                        | 2009                  | 08-08-2009            | 2               | 17           | met Diggy Dex / Nr. 1 in de Radio 2 Top 30         |
| De keizer van de nacht                               | 2011                  | 04-06-2011            | tip37           | -            | Nr. 7 in de Radio 2 Top 30                         |
| 'k Weet niet wat het is                              | 19-09-2011            | 29-10-2011            | tip34           | -            | Nr. 9 in de Radio 2 Vlaamse Top 10                 |
| Slaapt de zon                                        | 25-04-2011            | 31-12-2011            | tip63           | -            |                                                    |
| Chocolat                                             | 13-02-2012            | 17-03-2012            | tip80           | -            |                                                    |
| Brekend glas                                         | 2013                  | 22-06-2013            | tip29           | -            |                                                    |
| Dagen van niets                                      | 2013                  | 14-09-2013            | tip23           | -            |                                                    |
| Hoe zou het zijn                                     | 2013                  | 07-12-2013            | tip50           | -            |                                                    |
| Geen zorgen meer                                     | 2014                  | 08-03-2014            | tip31           | -            |                                                    |
| Het deert me niet                                    | 2014                  | 18-10-2014            | tip28           | -            | Nr. 13 in de Vlaamse Top 50                        |
| Zeg me (Live)                                        | 2016                  | 23-01-2016            | tip38           | -            | Uit Liefde voor muziek Nr. 17 in de Vlaamse Top 50 |
| Alsof het niets was (Live)                           | 2016                  | 30-01-2016            | tip8            | -            | Uit Liefde voor muziek Nr. 6 in de Vlaamse Top 50  |
| Johnny, Mary, Tommy and the sun (Live)               | 2016                  | 06-02-2016            | tip             | -            | Uit Liefde voor muziek                             |
| Ver weg van Eden (Live)                              | 2016                  | 13-02-2016            | tip             | -            | Uit Liefde voor muziek                             |
| Wild kind                                            | 2019                  | 18-05-2019            | tip             | -            | met Diggy Dex                                      |
| Suikerzoet                                           | 2019                  | 23-11-2019            | tip             | -            | met Jan Van Looveren                               |

### NPO Radio 2 Top 2000
| Nummer met noteringen in de NPO Radio 2 Top 2000 | '07 | '08  | '09 | '10 | '11 | '12 | '13  | '14  | '15  | '16  |
| ------------------------------------------------ | --- | ---- | --- | --- | --- | --- | ---- | ---- | ---- | ---- |
| Fantastig toch                                   | 336 | 1528 | 618 | 693 | 928 | 773 | 1159 | 1299 | 1571 | 1898 |

1. ↑  Een vetgedrukt getal geeft de hoogste notering aan.
2. ↑  2007 was het eerste jaar met een notering voor dit nummer.
3. ↑  Deze tabel is bijgewerkt tot en met de laatste editie (2024).